# Nógrád
Nógrád je vas na Madžarskem, ki upravno spada v podregijo Rétsági Županije Nógrád.